# Pahren
Pahren ist ein Ortsteil der thüringischen Stadt Zeulenroda-Triebes im Landkreis Greiz.

## Lage
Der Ort Pahren befindet sich im südwestlichen Teil des Landkreises, etwa 22 Kilometer (Luftlinie) westlich der Kreisstadt Greiz und sechs Kilometer westlich der Kernstadt Zeulenroda. Als höchste Erhebung gilt der Jägersberg (446,5 m ü. NN), erwähnenswert sind auch der Kapfenberg (431,4 m ü. NN) und der Igelsberg (414,7 m ü. NN).

## Geschichte
Die älteste urkundliche Erwähnung des Ortes stammt vom 28. Juni 1387 als Parn. Pahren gehört zu den ältesten Orten des Wisentagaues und ist eine sorbische Gründung. Pahren ist im Gegensatz zu vielen anderen Orten der Umgebung nicht durch den Deutschen Ritterorden christianisiert worden. Es bestand bis 1918 eine eigenständige Pfarre, die zu den reichsten im reußischen Oberland gehörte. Der Ort selbst wird in verschiedenen Quellen als „das Italien des reuß. Oberlandes“ bezeichnet. Ausschlaggebend dafür war die Tallage, die den Anbau von u. a. Pfirsichen erlaubte. Seit 1520 ist eine Schule nachweisbar, seit dieser Zeit ist der Ort evangelisch. Die Kirche ist einfach und schlicht. Unter ihr befindet sich eine Gruft, die nicht zugänglich ist. Die Kirche entstand in der heutigen Form ca. 1450. Leider ist vom ehemaligen Gutshof nur noch die Hülle im Originalzustand erhalten. Der linke Flügel wurde nach dem Zweiten Weltkrieg abgerissen. Das Gebäude wurde 1802 auf den Ruinen des Bünauschen Gutes von den Reußen errichtet. Zu Pahren gehörte auch das Vorwerk Igolsdorf, das in verschiedenen Sagen der Gegend erwähnt wird. Dieses soll im Dreißigjährigen Krieg untergegangen sein, besichtigt werden kann nur noch der „Schwarze Brunnen“ im gleichnamigen Forst an der Weida. Die Sorbitzmühle mit einem Dreiseitenhof bei Pahren, deren Mauerreste man in der Vorsperre zur Talsperre Zeulenroda noch heute sichten kann, wurde erstmals 1462 urkundlich genannt. Sie war die Herrenmühle, das heißt, sie hatte den Mahlzwang für das Pahrener Kammergut. Der Name der Mühle hat nichts mit den Sorben zu tun, er leitet sich wahrscheinlich vom asb. Wort für Mühle ab.1947 wurde diese Wassermühle mit Elektroenergie ausgestattet. 1958 trieb das Wasserrad noch den Schrotgang. Dann trat der Müller der LPG bei. Die Wirtschaftsgebäude wurden Lagerraum. 12 Jahre stand die Mühle verwaist und war dem Verfall preisgegeben. Dann übten vor Ort Kampfgruppen. Die Ruinenreste wurden wegen des Talsperrenbaues abgetragen. Ein Mühlstein in Stelzendorf erinnert an die Sorbitzmühle. Adelssitze hatten hier in Pahren die Röders, die von Machwitz und die v. Bünaus. Vom 14. Jahrhundert bis 1918 gehörte Pahren zum Gebiet der Gera-Schleizer Reußen (jüngere Linie). Hier befand sich eines der großen Kammergüter der Reußen(seit 1711, ca. 250 ha). 1919 wurde es Staatsgut und bildete später die Voraussetzung für die LPG-Gründung. Nach 1919 gehörte der Ort zuerst zum Volksstaat Reuß und danach zum Kreis Greiz des Landes Thüringen. Während der Zeit der DDR gehörte der Ort zum Kreis Zeulenroda. Am 1. Mai 1994 wurde Pahren ein Ortsteil von Zeulenroda. Im Ort leben heute 324 Menschen. Der größte Betrieb ist die Pahren Agrar Kooperation, die aus der LPG entstand. Erwähnenswert ist ebenfalls der Gasthof „Goldener Löwe“, einer der ältesten im Familienbesitz befindlichen Dorfgasthöfe der Gegend mit Pension und gutbürgerlicher Küche.
2012 feierte die Gemeinde den 625. Jahrestag der Ersterwähnung. Die Feuerwehr wurde 125, der größte Verein des Ortes, der Pahrener Karnevals Club wurde 40 Jahre alt.

## Kultur und Sehenswürdigkeiten
- Im Zentrum der Ortslage befindet sich die kleine Dorfkirche.
- Das Ortsbild wird von großen Bauernhöfen geprägt.
- Am östlichen Ortsrand befindet sich der Zugang zur Talsperre Zeulenroda.
- Eine geologische Besonderheit des Dorfes sind die Kalksteinvorkommen. So wurde in den Steinbrüchen der Pahrener Marmor gewonnen, dessen Farbskala von Schwarzblau über Rot bis Gelb reicht.

## Persönlichkeiten
- Eduard Meyer (1804–1867), Pfarrer und Politiker, Pfarrer in Pahren